# 佐藤典司
佐藤 典司（さとう のりじ、1955年- ）は、日本の経営学者、立命館大学教授。
山口県宇部市生まれ。早稲田大学政治経済学部経済学科卒。1980年電通入社の後、ソフト化経済センター出向などを経て、1998年電通を退社し立命館大学経営学部教授。デザインマネジメントおよび、近年は情報・知識価値マネジメントを中心に研究。

## 著書
- 『「デザイン」に向かって時代は流れる 感性社会を制するパワーとは何か』PHP研究所 1987
- 『「デザイン」の経済学 "付加価値の時代"の意味と読み方』PHP研究所 1989
- 『「文化の時代」を生きるために 本当の自分探しの旅が始まる』PHP研究所 1992
- 『私だけの名画を探して』NTT出版 気球の本 1995
- 『デザインマネジメント戦略 情報消費社会を勝ち抜く』NTT出版 1999
- 『「情報消費社会」の経営戦略 モノの経営から情報の経営へ』経済産業調査会 2002
- 『経済成長は、もういらない ゼロ成長でも幸せな国』PHP研究所 2006
- 『「情報消費社会」のビジネス戦略 モノビジネスから、情報ビジネスの時代へ』経済産業調査会 2007
- 『モノから情報へ 価値大転換社会の到来』経済産業調査会 2012
- 『複素数思考とは何か。 関係性の価値の時代へ』経済産業調査会 2016

共著
- 『デザインマネジメント入門 デザインの戦略的活用』長沢伸也,岩谷昌樹編著 岩倉信弥,中西元男共著 京都新聞出版センター 2003

### 翻訳
- ロベルト・ベルガンティ『デザイン・ドリブン・イノベーション 製品が持つ意味のイノベーションを実現した企業だけが,市場優位に立つ』監訳 岩谷昌樹,八重樫文監訳・訳 立命館大学経営学部DML訳 同友館 2012

## 論文
- <佐藤典司